# Гуандун Саузерн Тайгерс (футбольный клуб)
«Гуандун Саузерн Тайгерс» (кит. упр. 广东华南虎足球俱乐部) — бывший китайский футбольный клуб, представлявший уезд Мэйсянь, провинция Гуандун, и выступавший во втором дивизионе чемпионата Китая.

## История
В 2003 году был основан клуб «Дунгуань Наньчэн». Команда была создана при поддержке региональных властей Дунгуаня, а спонсором стали 10 крупнейших компаний по недвижимости, расположенных на территории города. Первоначально появилась компания по развитию футбола, а лишь затем - профессиональный клуб. 12 декабря 2012 года (12.12.12) он официально переехал в уезд Мэйсянь, где изменил название на «Мэйсянь Хакка» и стал первым профессиональным футбольным клубом на «родине китайского футбола». Команда была составлена в основном из бывших игроков «Дунгуань Наньчэн» и приняла участие в розыгрыше второй лиги 2013 года. В январе 2019 года клуб был официально переименован в «Гуандун Саузерн Тайгерс». Таким образом, в провинции Гуандун появились футбольный и баскетбольный клуб с одним названием.
В феврале 2020 года клуб объявил о снятии с чемпионата и расформировании.

## Изменение названия
- 2003—2012 Дунгуань Наньчэн (东莞南城)
- 2013—2015 Мэйсянь Хакка (梅县客家)
- 2016 Мэйчжоу Мэйсянь Хакка (梅州市梅县区客家)
- 2017—2018 Мэйчжоу Мэйсянь Течанд (梅州市梅县区铁汉)
- 2019–2020 ФК Гуандун Саузерн Тайгерс (东华南虎)

## Результаты
- По итогам сезона 2018[6]

За все время выступлений
| Сезон    | 2005 | 2011 | 2012 | 2013 | 2014 | 2015 | 2016 | 2017 | 2018 | 2019 |
| -------- | ---- | ---- | ---- | ---- | ---- | ---- | ---- | ---- | ---- | ---- |
| Дивизион | 3    | 3    | 3    | 3    | 3    | 3    | 3    | 3    | 2    | 2    |
| Место    | 3    | 4    | 61   | 7    | 5    | 5    | 7    | 2    | 14   | 11   |

Мэйсянь не выступал в период 2006—2010.
- ↑  в Южной Лиге